# 黒田原駅
黒田原駅（くろだはらえき）は、栃木県那須郡那須町大字寺子丙にある、東日本旅客鉄道（JR東日本）東北本線の駅である。

## 歴史
- 1891年（明治24年）9月1日：日本鉄道の駅として開業[2]。
  - 開業当初は東北本線のルートが異なっており、現在の那須町役場がある位置に駅が設けられていた。当時の駅舎は那須町の民俗資料館として利用されていたが2000年に老朽化で解体され現存しない。
- 1906年（明治39年）11月1日：鉄道国有法により国有化[2]。
- 1909年（明治42年）10月12日：線路名称制定により東北本線の所属となる。
- 1918年（大正7年）9月23日：当駅から那須湯本を結ぶ那須電気鉄道が計画され、1925年（大正14年）に着工。完成することなく1938年（昭和13年）7月19日に鉄道敷設免許取消。
- 1920年（大正9年）
  - 3月10日：黒磯駅 - 当駅間のルート変更により現在地へ移転。
  - 11月1日：当駅 - 白坂駅間のルートが変更され、旧ルートでは豊原駅との間に設けられていた黒川信号所を廃止[3]。
- 1940年（昭和15年）5月：現駅舎に改築。
- 1960年（昭和35年）11月26日：構内に跨線橋を設置し、供用開始[4]。
- 1975年（昭和50年）4月1日：貨物の取り扱いを廃止[2]。
- 1984年（昭和59年）2月1日：荷物扱い廃止[2]。
- 1985年（昭和60年）3月13日：急行「まつしま・ざおう」の廃止により定期優等列車の停車が無くなる。
- 1987年（昭和62年）4月1日：国鉄分割民営化により、東日本旅客鉄道の駅となる[2]。
- 2008年（平成20年）1月31日：出札窓口の営業が終了。

## 駅構造
- 単式ホーム2面2線を有する地上駅。駅舎とホームは跨線橋で繋がっている。
  - 現1番線のホームはかつて島式ホームだったが、現在は北側の線路が撤去されるとともにホームもフェンスで封鎖されている。
- 宇都宮統括センター（黒磯駅）管理の業務委託駅（JR東日本ステーションサービス受託）。早朝及び夜間は無人となる。自動券売機・乗車駅証明書発行機が設置されている。
- 大宮支社管轄の有人駅としては最北端に位置する。

### のりば
| 番線 | 路線      | 方向 | 行先                   |
| ---- | --------- | ---- | ---------------------- |
| 1    | ■東北本線 | 上り | 黒磯・宇都宮・上野方面 |
| 2    | ■東北本線 | 下り | 白河・郡山・福島方面   |

（出典：JR東日本:駅構内図）

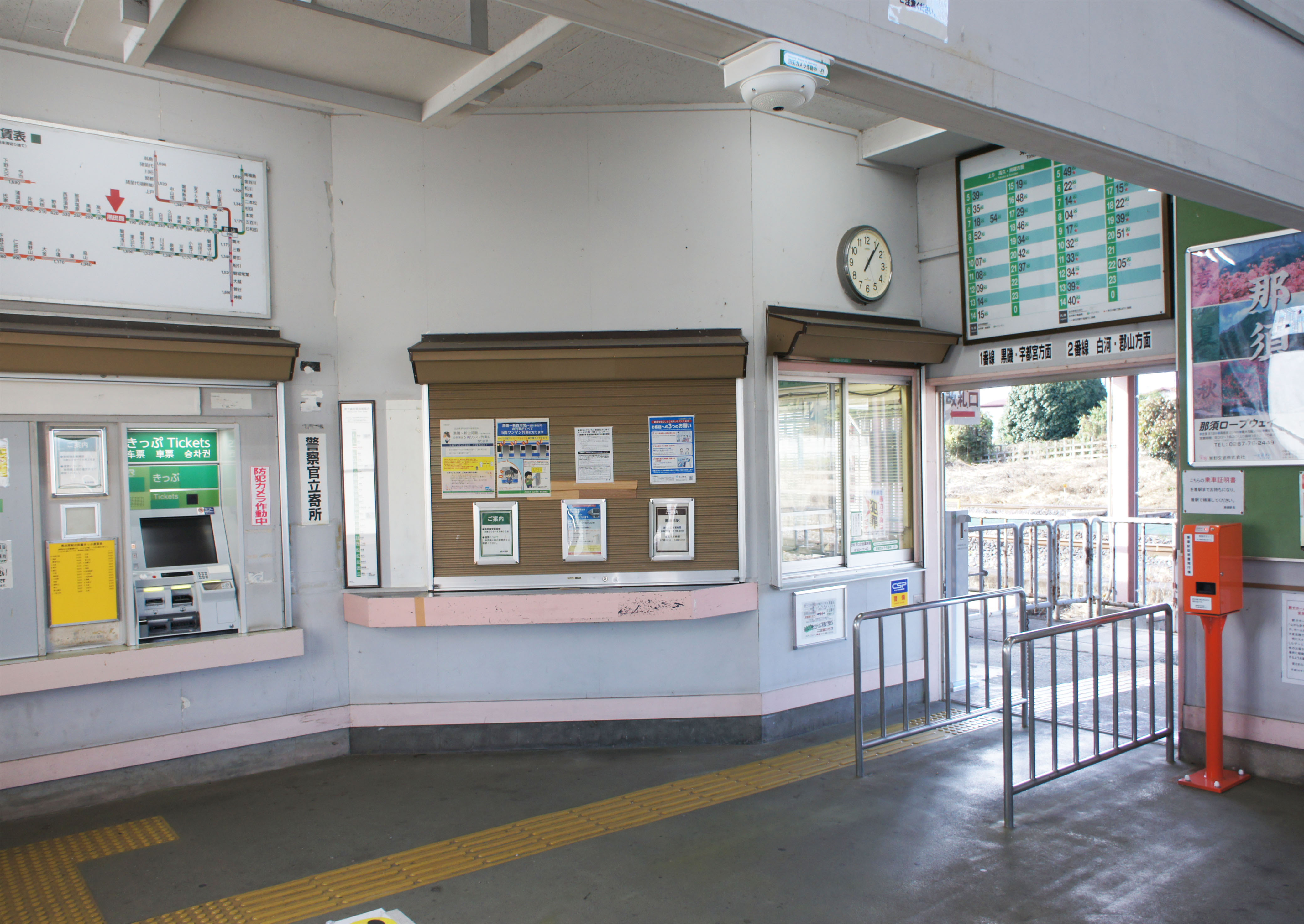
改札口（2021年10月）
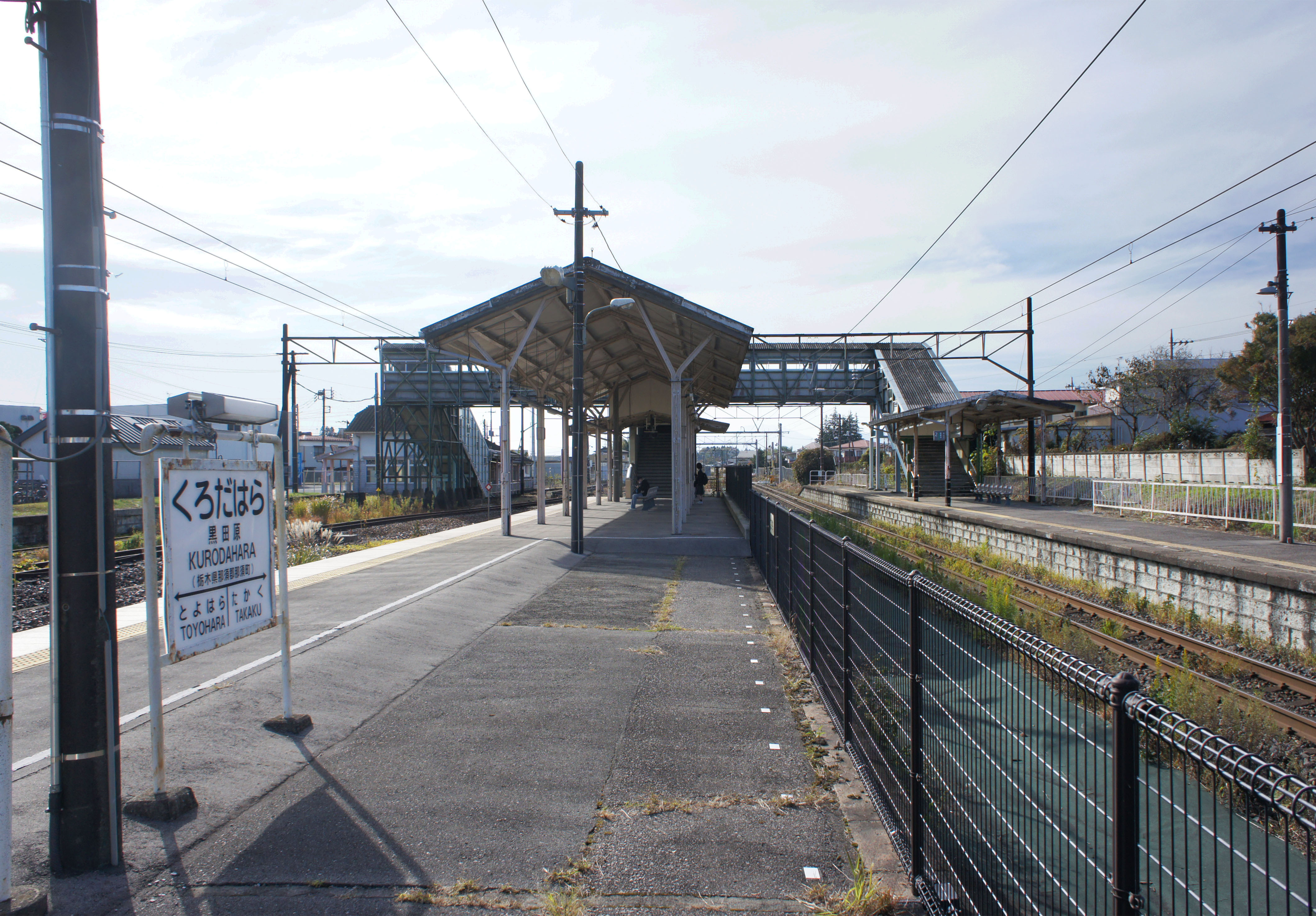
ホーム（2021年10月）

## 利用状況
JR東日本によると、2023年度（令和5年度）の1日平均乗車人員は328人である。
2000年度（平成12年度）以降の推移は以下のとおりである。
| 乗車人員推移       | 乗車人員推移     | 乗車人員推移    |
| 年度               | 1日平均 乗車人員 | 出典            |
| ------------------ | ---------------- | --------------- |
| 2000年（平成12年） | 699              | [ 利用客数 2 ]  |
| 2001年（平成13年） | 660              | [ 利用客数 3 ]  |
| 2002年（平成14年） | 579              | [ 利用客数 4 ]  |
| 2003年（平成15年） | 569              | [ 利用客数 5 ]  |
| 2004年（平成16年） | 561              | [ 利用客数 6 ]  |
| 2005年（平成17年） | 586              | [ 利用客数 7 ]  |
| 2006年（平成18年） | 559              | [ 利用客数 8 ]  |
| 2007年（平成19年） | 548              | [ 利用客数 9 ]  |
| 2008年（平成20年） | 536              | [ 利用客数 10 ] |
| 2009年（平成21年） | 523              | [ 利用客数 11 ] |
| 2010年（平成22年） | 490              | [ 利用客数 12 ] |
| 2011年（平成23年） | 480              | [ 利用客数 13 ] |
| 2012年（平成24年） | 528              | [ 利用客数 14 ] |
| 2013年（平成25年） | 546              | [ 利用客数 15 ] |
| 2014年（平成26年） | 509              | [ 利用客数 16 ] |
| 2015年（平成27年） | 523              | [ 利用客数 17 ] |
| 2016年（平成28年） | 508              | [ 利用客数 18 ] |
| 2017年（平成29年） | 497              | [ 利用客数 19 ] |
| 2018年（平成30年） | 462              | [ 利用客数 20 ] |
| 2019年（令和元年） | 440              | [ 利用客数 21 ] |
| 2020年（令和02年） | 348              | [ 利用客数 22 ] |
| 2021年（令和03年） | 361              | [ 利用客数 23 ] |
| 2022年（令和04年） | 351              | [ 利用客数 24 ] |
| 2023年（令和05年） | 328              | [ 利用客数 1 ]  |

## 駅周辺
- 那須町役場
- 那須塩原警察署黒田原第二駐在所
- 黒田原郵便局
- 黒田原神社
- 余笹川
- 茨城県道・栃木県道28号大子那須線
- 栃木県道211号豊原高久線
- 栃木県道143号黒田原停車場線
- 那須町民俗資料館
- 那須町立図書館
- 那須町立黒田原小学校
- 那須町立那須中央中学校
- 足利銀行黒田原支店

## バス路線
- 関東自動車 - 伊王野方面
- 那須町民バス - 湯本方面

## その他
- 鉄道省製作の記録映画「鉄輪」に当駅が単線区間の駅と通票閉塞取り扱いの例として登場しており、映像上でも通票閉塞機に右書きで「高久」と「下野豊原」（現:豊原）の文字が確認できる。

## 隣の駅
東日本旅客鉄道（JR東日本）
■東北本線
高久駅 - 黒田原駅 - 豊原駅

### 記事本文
1. 1 2  『週刊 JR全駅・全車両基地』 13号 仙台駅・船岡駅・松島海岸駅ほか70駅、朝日新聞出版〈週刊朝日百科〉、2012年11月4日、20頁。
2. 1 2 3 4 5 6  石野哲 編『停車場変遷大事典 国鉄・JR編 II』（初版）JTB、1998年10月1日、397-398頁。ISBN 978-4-533-02980-6。
3. ↑  「高鉄10年のあゆみ」1961年10月 高崎鉄道管理局発行、p659。
4. ↑  「黒田原駅跨線橋開通祝賀式」『交通新聞』交通協力会、1960年12月2日、2面。

### 利用状況
1. 1 2  “各駅の乗車人員（2023年度）”.   東日本旅客鉄道. 2024年7月20日閲覧。
2. ↑  “各駅の乗車人員（2000年度）”.   東日本旅客鉄道. 2019年2月13日閲覧。
3. ↑  “各駅の乗車人員（2001年度）”.   東日本旅客鉄道. 2019年2月13日閲覧。
4. ↑  “各駅の乗車人員（2002年度）”.   東日本旅客鉄道. 2019年2月13日閲覧。
5. ↑  “各駅の乗車人員（2003年度）”.   東日本旅客鉄道. 2019年2月13日閲覧。
6. ↑  “各駅の乗車人員（2004年度）”.   東日本旅客鉄道. 2019年2月13日閲覧。
7. ↑  “各駅の乗車人員（2005年度）”.   東日本旅客鉄道. 2019年2月13日閲覧。
8. ↑  “各駅の乗車人員（2006年度）”.   東日本旅客鉄道. 2019年2月13日閲覧。
9. ↑  “各駅の乗車人員（2007年度）”.   東日本旅客鉄道. 2019年2月13日閲覧。
10. ↑  “各駅の乗車人員（2008年度）”.   東日本旅客鉄道. 2019年2月13日閲覧。
11. ↑  “各駅の乗車人員（2009年度）”.   東日本旅客鉄道. 2019年2月13日閲覧。
12. ↑  “各駅の乗車人員（2010年度）”.   東日本旅客鉄道. 2019年2月13日閲覧。
13. ↑  “各駅の乗車人員（2011年度）”.   東日本旅客鉄道. 2019年2月13日閲覧。
14. ↑  “各駅の乗車人員（2012年度）”.   東日本旅客鉄道. 2019年2月13日閲覧。
15. ↑  “各駅の乗車人員（2013年度）”.   東日本旅客鉄道. 2019年2月13日閲覧。
16. ↑  “各駅の乗車人員（2014年度）”.   東日本旅客鉄道. 2019年2月13日閲覧。
17. ↑  “各駅の乗車人員（2015年度）”.   東日本旅客鉄道. 2019年2月13日閲覧。
18. ↑  “各駅の乗車人員（2016年度）”.   東日本旅客鉄道. 2019年2月13日閲覧。
19. ↑  “各駅の乗車人員（2017年度）”.   東日本旅客鉄道. 2018年7月10日閲覧。
20. ↑  “各駅の乗車人員（2018年度）”.   東日本旅客鉄道. 2019年7月6日閲覧。
21. ↑  “各駅の乗車人員（2019年度）”.   東日本旅客鉄道. 2020年7月10日閲覧。
22. ↑  “各駅の乗車人員（2020年度）”.   東日本旅客鉄道. 2021年7月22日閲覧。
23. ↑  “各駅の乗車人員（2021年度）”.   東日本旅客鉄道. 2022年8月5日閲覧。
24. ↑  “各駅の乗車人員（2022年度）”.   東日本旅客鉄道. 2023年7月9日閲覧。